# Asaccus platyrhynchus
Asaccus platyrhynchus es una especie de gecos pertenecientes a la familia Phyllodactylidae.

## Distribución geográfica y hábitat
Es endémica del norte de Omán. Su rango altitudinal oscila entre 1200 y 3000 m s. n. m..